# Niederaula
Niederaula est une municipalité allemande située dans le land de la Hesse et l'arrondissement de Hersfeld-Rotenburg.

## Personnalités liées à la ville
- Conrad Wahn, architecte.